# 惠安苑

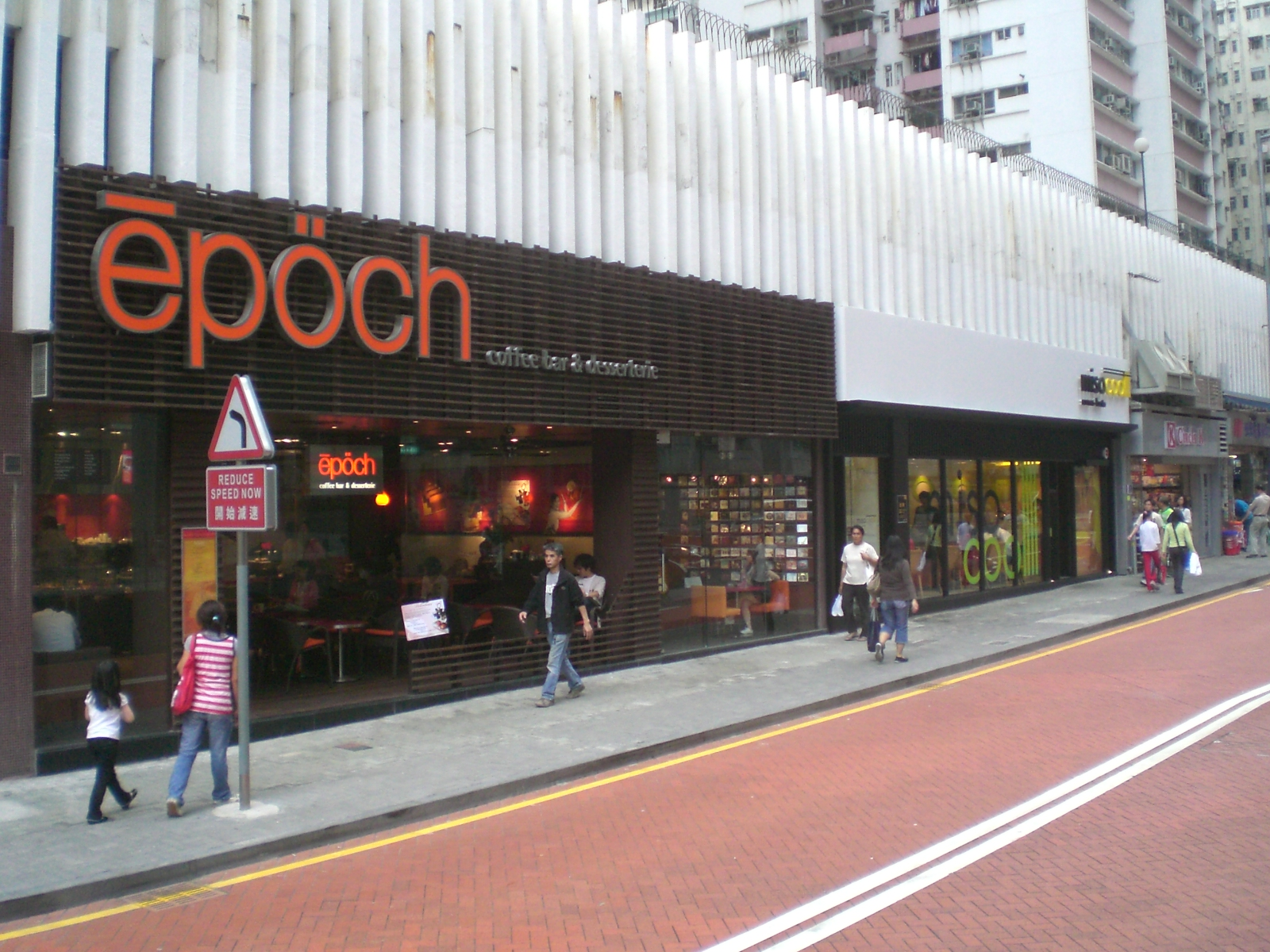
惠安苑的基層地鋪

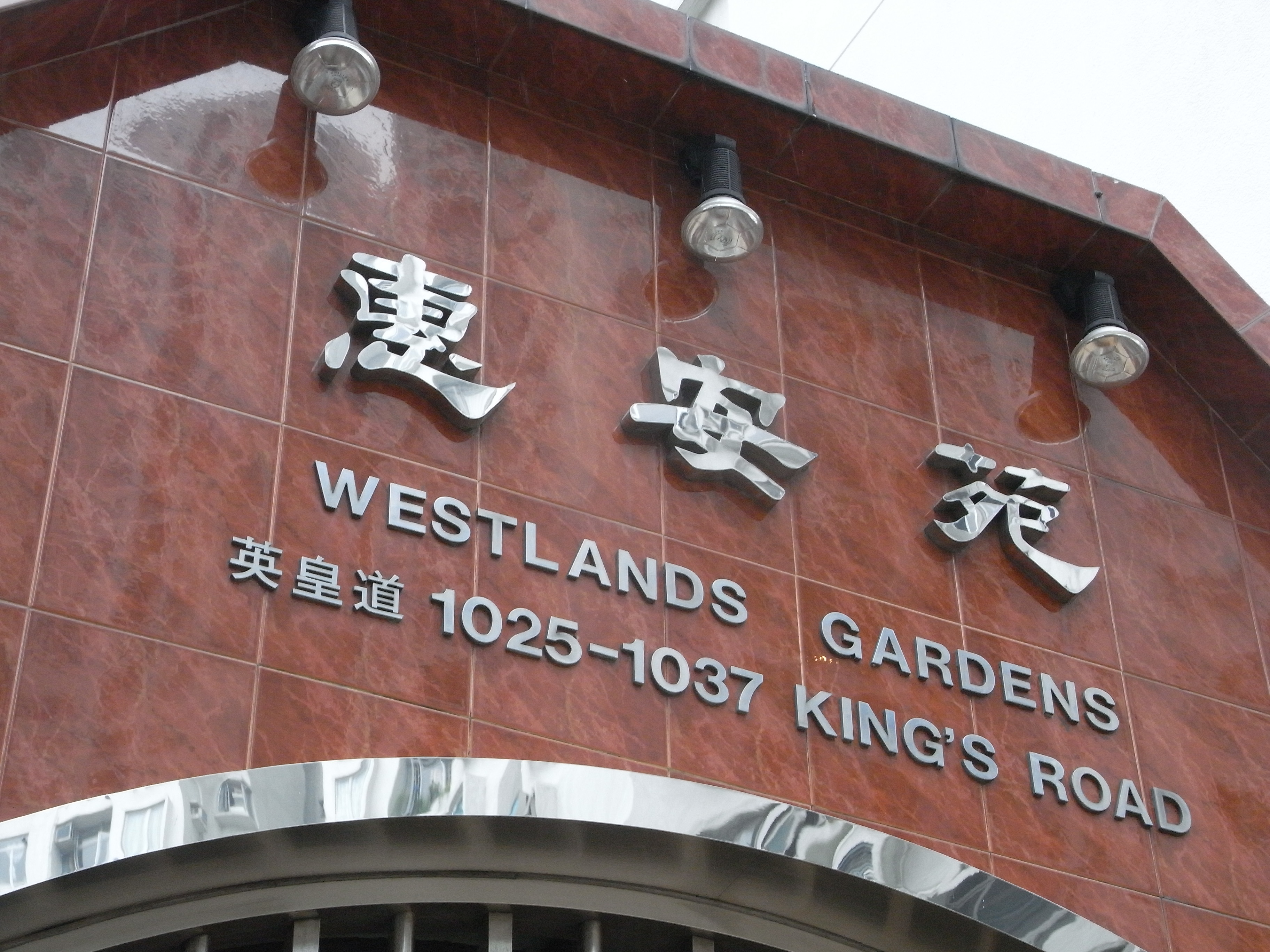
惠安苑的門牌號碼

惠安苑（英語：Westlands Gardens），是香港一個私人住宅屋苑，位處香港島東區鰂魚涌英皇道1027至1035號，地盤佔地達94428方呎。由六幢大廈組成共有624戶住宅業權，442個車位及19個鋪位，發展商為香港置地暨太古集團合作發展。鄰近東面還有其他大型屋苑太古城及康怡花園等。惠安苑的毗鄰就是摩天大廈港島東中心。
惠安苑在1975年建成，分A至F座，共有6幢，單位建築面積有980和1020平方呎，亦設有停車場，已成立業主立案法團。
2013年10月22日大昌行沽出英皇道1025至1037號惠安苑地下七號鋪，面積1713方呎，連兩個車位，以約1.6億元易手，平均呎價約84210元，現址租客為中信銀行，每月租金38萬元，新買家料收取回報達二厘九，2019年1月以約1.79億元，平均呎價約近10.45萬元，转售給大家樂前執行董事羅開親
土地註冊處資料顯示，大昌行於1974年6月以約114.7萬元購入上址，持貨39年，帳面獲利1.58853億元，物業升值138倍。

## 特色
惠安苑有一個有趣記號，就是面向英皇道有兩個沒有上蓋的地舗，而該兩個地舗位置剛好座落A座兩旁。

## 娛樂設施及商場
- 太古城中心
- 康怡廣場
- 吉之島

## 學校網

### 幼稚園
- 躍思(柏蕙)幼稚園
- 康怡中英文幼稚園
- 維多利亞幼稚園
- 基督教康山中英文幼稚園
- 聖安娜中英文幼稚園
- 小親親國際幼稚園/幼兒園
- 維多利亞(康怡)國際幼稚園

### 小學
- 太古小學
- 香港嘉諾撒學校
- 佛教中華康山學校
- 滬江小學
- 北角官立小學

### 中學
- 嘉諾撒書院
- 香港中國婦女會中學
- 地利亞修女紀念學校（太古城）
- 地利亞（加拿大）學校

## 大財團收購傳聞
在2006年9月下旬，曾一度有消息指，有大財團願意以比市價高最多80%的價格，收購惠安苑的單位。然而自此之後便一直沒有更進一步的消息。